# پلی‌وینیلیدین فلورید
پلی‌وینیلیدین (Polyvinylidene fluoride) یا پی‌وی‌دی‌اف (PVDF) نوعی بسپار است.
این بسپار در قیاس با PTFE از مقاومت کششی و ثبات فرم بالاتری برخوردار است. در عین حال اصطکاک و عایق بودن آن کمتر است. دمای حرارتی قابل تحمل برای آن از -۶۰تا +۱۵۰C می‌باشد.